# 罗伯特·麦克唐纳
罗伯特·阿兰·麦克唐纳（英语：Robert Alan McDonald；1953年6月20日—）是一名美国政治家、企业家，曾任美国退伍军人事务部部长。他此前曾担任过宝洁公司的主席和CEO等职位。

## 生平
罗伯特·麦克唐纳1953年生于印第安纳州盖瑞（Gary）。他于1975年在西点军校取得理学学士学位，专业为工程学，之后进入美国陆军服役5年，主要服役于第82空降师，官至上尉，并于1978年于犹他大学取得MBA学位。
1980年退役后，他进入宝洁公司，先后担任汰渍品牌的产品经理及集团于加拿大、菲律宾、日本等区域的高级管理人员。2009年，他就任集团主席及首席执行官，2013年退休。
2014年，他接受美国总统巴拉克·奥巴马的提名，就任美国退伍军人事务部长。